# Župna crkva sv. Ivana XXIII., pape u Zagrebu
Župna crkva sv. Ivana XXIII., pape katolička je crkva koja se nalazi u gradskoj četvrti Gornja Dubrava u zagrebačkom naselju Klaka. Građena je 2013. i 2014. godine, a u listopadu 2015. godine posvetio ju je zagrebački nadbiskup kardinal Josip Bozanić.

## Povijest
U listopadu 2022. godine tijekom proslave svog svetca zaštitnika, blagoslovljen i na javno štovanje u crkvu postavljen novi kip Dobroga pape, kako je nazivan sv. Ivan XXIII. 
U studenom 2024. godine, crkva je obogaćena relikvijama sv. Ivana XXIII., koje je unio zagrebački nadbiskup Dražen Kutleša. Tom je prigodom blagoslovljen i novi pastoralni centar te je zajednica time dobila dodatni prostor za svoje aktivnosti.
Crkva ima dva velika bočna otvora i dva čeona prozora. Na ulazu se nalazi simbolična slika sv. Marije i jaslice, a nasuprot Marije se nalazi Krist Pantokrator. Moderne vitraje izradio je hrvatski umjetnik Jeronim Tišljar. Na velikim prozorskim otvorima prikazani su razni sveci i blaženici iz Hrvatske i regije, a izrađeni su air brush tehnikom keramičkih boja, uz djelomično pjeskarenje.
U prvoj polovici 2025. godine dovršena je fasada zvonika.

## Galerija
- Stražnja strana crkve poslije dovršetka zvonika, lipanj 2025.
- Pogled na prezbiterij
- Unutrašnjost crkve
- Vitraj i kip sv. Ivana XXIII., pape
- Vitraji
- Pogled na crkvu sprijeda prije dovršetka zvonika, 2025.
- Zvonik prije dovršetka, ožujak 2025.